# Гуо Юе
Гуо Юе  (кит.: 郭跃 Guō Yuè, 17 липня 1988) — китайська настільна_тенісистка, олімпійська чемпіонка.

## Виступи на Олімпіадах
| Олімпіада   | Дисципліна       | Місце |
| ----------- | ---------------- | ----- |
| Афіни 2004  | парний розряд    | 3     |
| Пекін 2008  | одиночний розряд | 3     |
| Пекін 2008  | командний розряд | 1     |
| Лондон 2012 | командний розряд | 1     |